# Caprainea echinata
Caprainea echinata is een springstaartensoort uit de familie van de Sminthuridae. De wetenschappelijke naam van de soort is voor het eerst geldig gepubliceerd in 1930 door Stach.